# Подёнка ярко-жёлтая
Подёнка ярко-жёлтая (лат. Potamanthus luteus)   — вид подёнок тусклого жёлто-оранжевого цвета из семейства Potamanthidae. Время лёта подёнки с мая по июль.

## Описание
Взрослая подёнка больших размеров, имеет три хвоста и огромные крылья. Окрашена в тусклый жёлто-оранжевый цвет с характерной бурой полоской вдоль тела. Имаго имеет большое сходство с субимаго, отличаясь только ярко-жёлтыми крыльями. Хвост желтоватый с тёмными кольцами. Глаза оливкового и жёлтого цвета. Самка похожа на самца, хотя она ярче в жёлтом цвете и имеет тёмно-коричневые глаза.

## Экология и местообитания
Нимфа жёлтой подёнки встречается среди зарослей наяды.

## Галерея

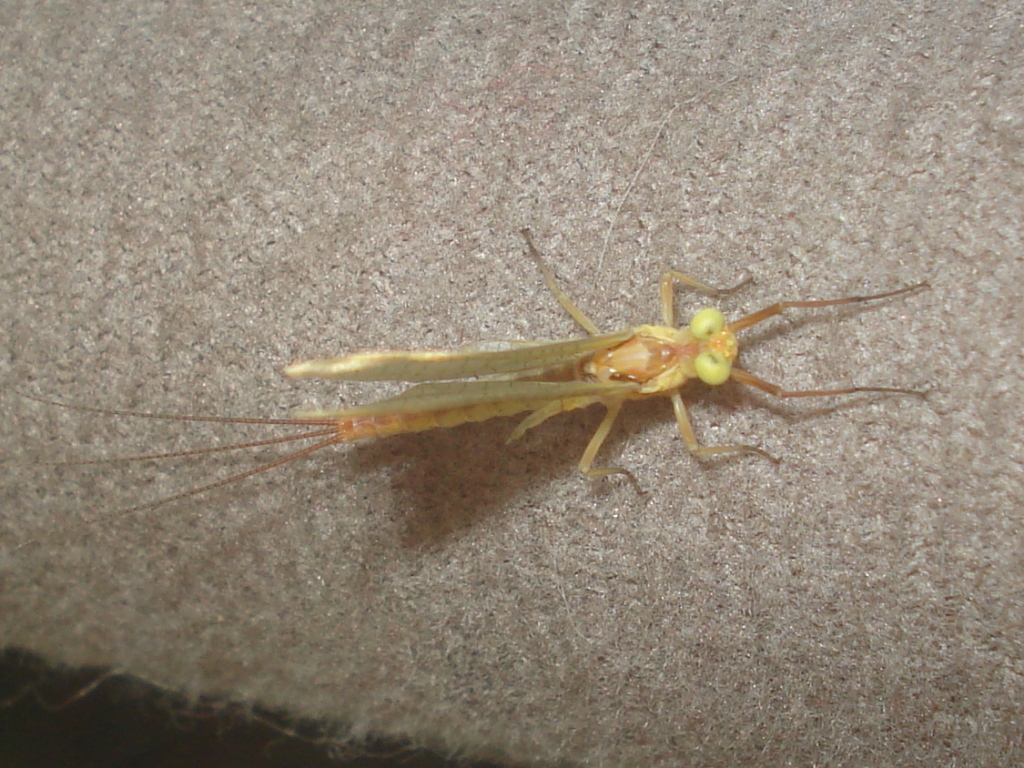
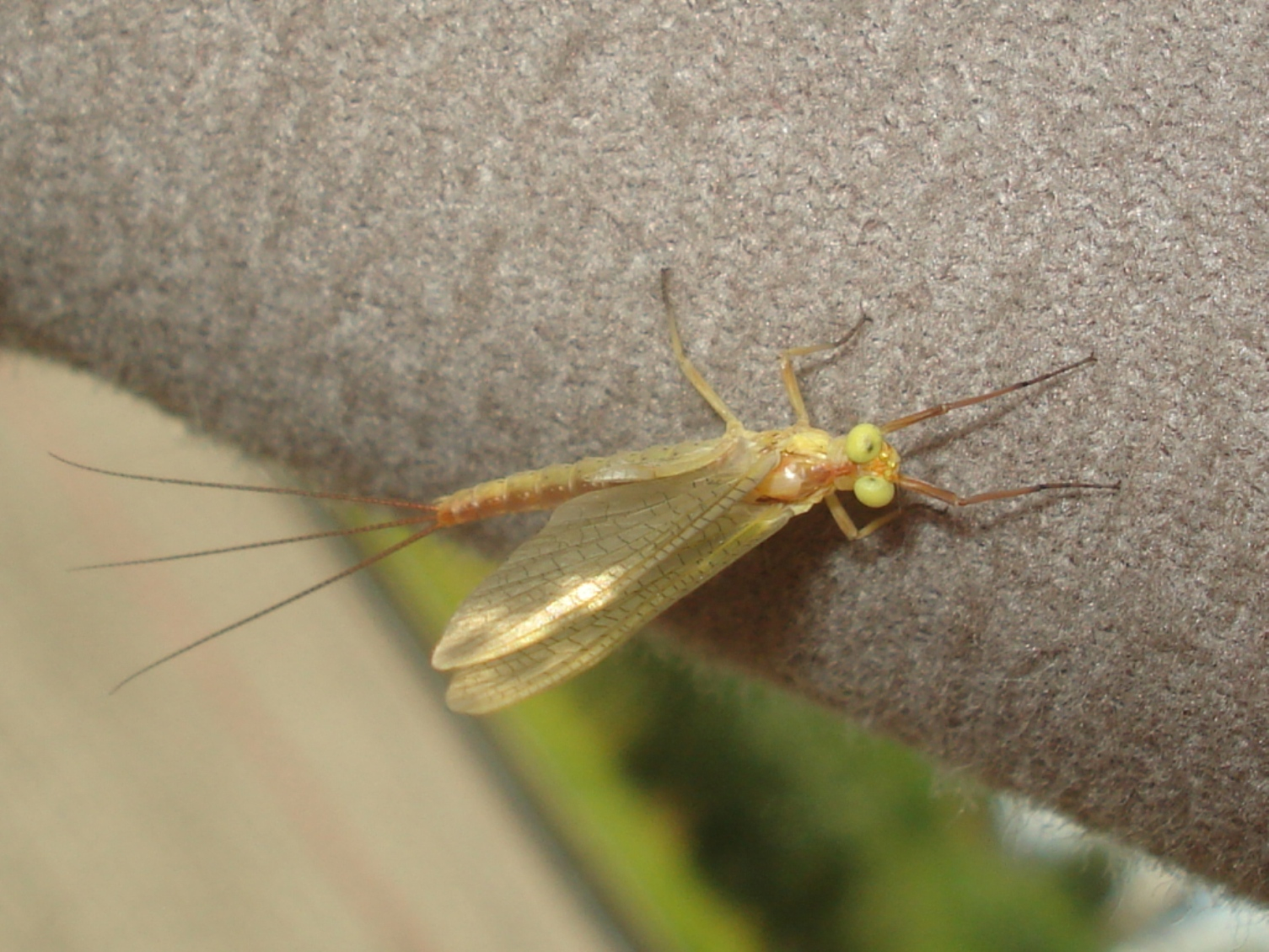
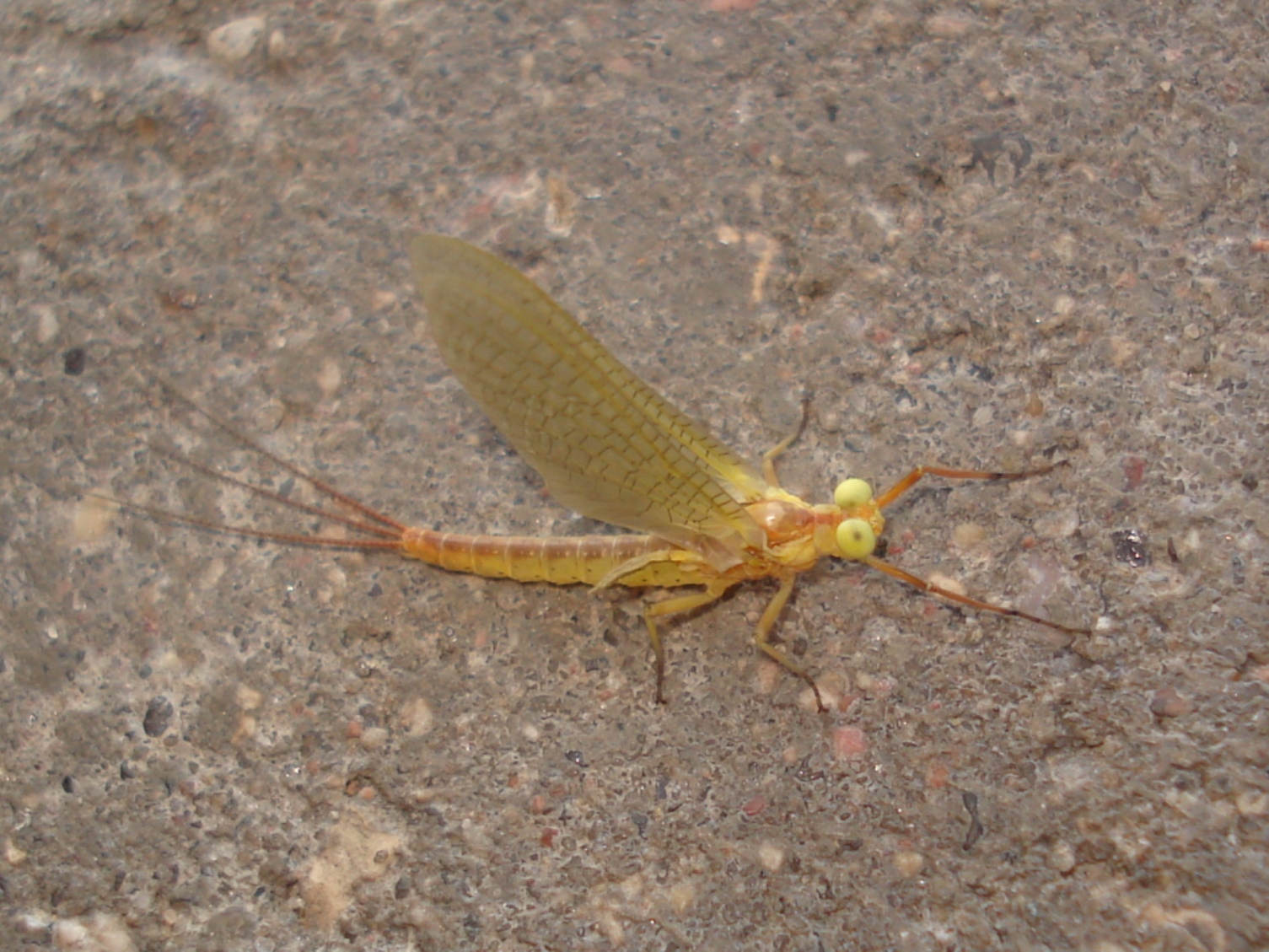